# Big Generator
Big Generator ist ein Musikalbum der britischen Progressive-Rock-Band Yes aus dem Jahr 1987. Als Nachfolger ihres erfolgreichsten Albums 90125 war es gleichzeitig das letzte Album für ihre angestammte Plattenfirma Atlantic Records/ATCO Mit dem insgesamt 17. Album veröffentlichten Yes ihre 12. Studioarbeit.

## Entstehung
Nach dem weltweiten Erfolg von 90125 und der Single Owner of a Lonely Heart war der Druck auf die Band immens. Plattenfirma und Management erwarteten ein mindestens ebenso erfolgreiches Nachfolgealbum. Doch Yes hatten andere Vorstellungen. Der Band schwebte zu Anfang ein unverkrampftes Herangehen an neues Material vor. Nicht jede Idee sollte unbedingt zu einem Song verarbeitet werden, vielmehr dachte man daran, einzelne Teile, zu denen sich keine befriedigenden Ergänzungen finden ließen, für sich stehen zu lassen. Zum Modell nahm man sich das Album Abbey Road der Beatles, das ähnlich aufgebaut war.
Um der neuen Herangehensweise einen neuen Rahmen zu geben, hatte Gitarrist und Sänger Trevor Rabin vorgeschlagen, das Album in den in ein Schloss eingebauten Lark Recording Studios eines Freundes im italienischen Carimate am Comer See aufzunehmen. Dies, so seine Idee, würde die Bandmitglieder, die mittlerweile weit über den Globus verstreut lebten, zu einem Team zusammenschweißen und zudem der Plattenfirma Geld und der Band Steuern sparen. Doch nicht alle waren mit dieser Entscheidung einverstanden gewesen. So hatte Chris Squire von Anfang an bezweifelt, dass man in dem italienischen Studio dieselben Möglichkeiten haben würde wie in Trevor Horns angestammtem Londoner SARM-Studio oder in Trevor Rabins eigenem Studio in Los Angeles. Dennoch versammelten sich alle Yes-Musiker nach dem Ende der 90125-Tour (letztes Konzert: 9. Februar 1985) und dem verdienten Urlaub im September 1985 in Italien. Die Veröffentlichung des neuen Albums wurde für Januar oder Februar 1986 ins Auge gefasst.
Zunächst erschien jedoch im November 1985 das Live-Mini-Album 9012Live: The Solos und, im Dezember, Jon Andersons Solo-Album Three Ships. Kein gutes Zeichen für die Öffentlichkeit. Denn die Erwartungen an die Band waren nicht einzulösen, ein frühes Veröffentlichungsdatum war unrealistisch. Hatte Trevor Horn bei 90125 ein nahezu fertiges Album (Trevor Rabins Demos) lediglich produzieren müssen, wurde er nun mit einer Band konfrontiert, die einerseits in eine andere Richtung tendierte als er und deren Mitglieder untereinander zudem vollkommen uneins waren. Die Spannungen zwischen Horn und Tony Kaye, die sich bereits während der Arbeiten an 90125 aufgebaut hatten, brachen nun wieder auf. Horn sagte ganz offen, er wolle nicht, dass Tony Kaye auf diesem Album die Tasten bedient. Tatsächlich spielt auch auf Big Generator, wie schon auf 90125, nicht Tony Kaye die Keyboards, sondern Trevor Rabin. Hinzu kamen nun aber Probleme zwischen Horn und Anderson sowie zwischen Horn und Rabin. Letzterer brachte sich immer stärker auch in die Produktion des neuen Albums ein, weil er mit der Arbeit Horns unzufrieden war und machte Horn seine alleinige Produzentenposition streitig – bei einem Album, das sich zu diesem Zeitpunkt überhaupt erst in einer innerhalb der Band heiß umkämpften Entstehungsphase befand. Vor allem zwischen Jon Anderson auf der einen und Trevor Rabin und Chris Squire auf der anderen Seite gab es häufig Streitigkeiten, Anderson wollte zu der klassischen kollektiven Kompositionsweise der siebziger Jahre zurück, während Rabin und Squire den fertigen, konzisen Song favorisierten. Zu diesen künstlerischen Unstimmigkeiten trugen sicherlich auch private Probleme bei: Anderson hatte sich Anfang der 80er Jahre von seiner Frau Jenny scheiden lassen, Squire hatte sich soeben frisch von seiner Frau Nikki getrennt und lebte seit kurzem in Hollywood, wo er Nacht für Nacht Party um Party feierte – mit den dazugehörigen gesundheitlichen Problemen.
Auch die Zusammenarbeit auf der Seite der Techniker, zwischen Horn und dem Engineer Steve Lipton, gestaltete sich schwieriger als erwartet. Die beiden hatten sich erst in Italien kennengelernt, und Rabins Hoffnung, sie würden sich gut aufeinander einstellen können, erfüllte sich nicht. Endlose Streite um die neuesten technischen Möglichkeiten brachten weder die Band noch das Album voran. Im Dezember 1985 zog Trevor Horn die Konsequenzen und verließ Italien.
Zu diesem Zeitpunkt war die Promotion, die Atlantic anlaufen ließ, für die Band nicht gerade hilfreich. Anfang 1986 streute Atlantic Gerüchte, das neue Album sei mit Pink Floyds The Dark Side of the Moon vergleichbar.
Yes reisten Trevor Horn nach London hinterher, in der Hoffnung, in vertrauter Umgebung würde die Zusammenarbeit zwischen Band und Produzent besser funktionieren. Doch die Unterschiede in den musikalischen Vorstellungen der Beteiligten wurden dort nur umso deutlicher. Zwar konnten in dieser Zeit – fast zwei Jahre vor der Veröffentlichung – einige der Schlagzeug- und Basstracks aufgenommen werden, aber nach kurzer Zeit trennten sich Yes endgültig von Trevor Horn. Rabin war mit dem Schlagzeugsound auf I’m Running derart unzufrieden, dass er Alan White später alles neu einspielen ließ.
Die Band verließ daraufhin auch London und stellte das Album in Rabins Studio in Los Angeles fertig. Es erschien am 28. September 1987 – nahezu 2 Jahre nach dem ursprünglich angepeilten Veröffentlichungstermin. Trevor Rabin hatte zuletzt als alleiniger Produzent fungiert, später war Paul DeVilliers hinzugezogen worden. Damit war Rabin letztendlich für Songwriting, Gesang, Gitarren, Keyboards, Arrangements, Produktion und Mixing des Albums verantwortlich – was nicht allen Bandmitgliedern gleichermaßen gefiel. So war Chris Squire unzufrieden mit dem im Vergleich eher schwachen Basssound auf dem Album. Jon Anderson zeigte sich im Nachhinein gar äußerst frustriert über seine Position in der Band. Rabin hatte sich als Bandleader profiliert und Anderson zur Seite gedrängt. Er hatte zunehmend fertige Songs an die Band herangetragen, und wenn sich diese einmal auf die Songs eingelassen hatte, hatte Anderson keine Chance mehr gehabt, seine Mitmusiker umzustimmen.  Sein einziger eigenständiger Beitrag zu Big Generator ist der Song Holy Lamb (Song for Harmonic Convergence). Rabin hatte zudem klare Vorstellungen von seinen eigenen Songs und konnte mit der für Inspirationen stets offenen Herangehensweise Andersons nichts anfangen. Er wurde darin von Plattenfirma und Management, die die Zukunft der Band eindeutig auf der Pop-Rock-Schiene von 90125 sahen, unterstützt, zunehmend auch von Chris Squire, der an dem weltweiten Erfolg der Band Gefallen gefunden hatte und sich daher dem Stilwechsel nicht entgegenstellte. Konsequenterweise verließ Jon Anderson die Band nach Beendigung der Big-Generator-Tour. Er gründete mit Bill Bruford, Steve Howe und Rick Wakeman den Yes-Ableger Anderson, Bruford, Wakeman, Howe, um zur klassischen Yes-Musik zurückzukehren.

## Songs
1. „Rhythm of Love“ (Jon Anderson/Tony Kaye/Trevor Rabin/Chris Squire) – 4:47
2. „Big Generator“ (Jon Anderson/Tony Kaye/Trevor Rabin/Chris Squire/Alan White) – 4:33
3. „Shoot High, Aim Low“ (Jon Anderson/Tony Kaye/Trevor Rabin/Chris Squire/Alan White) – 7:01
4. „Almost Like Love“ (Jon Anderson/Tony Kaye/Trevor Rabin/Chris Squire) – 4:58
5. „Love Will Find a Way“ (Trevor Rabin) – 4:50
6. „Final Eyes“ (Jon Anderson/Tony Kaye/Trevor Rabin/Chris Squire) – 6:25
7. „I’m Running“ (Jon Anderson/Tony Kaye/Trevor Rabin/Chris Squire) – 7:37
8. „Holy Lamb (Song for Harmonic Convergence)“ (Jon Anderson) – 3:19

Anmerkungen
- Big Generator erreichte Platz 17 in den englischen Charts und Platz 15 in den amerikanischen Charts.
- Love Will Find a Way war von Trevor Rabin eigentlich für Stevie Nicks von Fleetwood Mac geschrieben worden, doch Squire und White mochten es und so wurde der Song von Yes aufgenommen.
- Bedingt durch die lange Entstehungszeit existieren zahlreiche, bislang meist unveröffentlichte Versionen einiger Stücke, so etwa von Shoot High, Aim Low, das zunächst ein anderes Ende hatte (dieses wurde von der Band allerdings live gespielt) oder Final Eyes, dessen Strophe während der Arbeiten mindestens ein Mal völlig umkomponiert wurde. Das alternative Ende von Rhythm of Love wird von der Band bis heute live gespielt.
- Die Mitarbeit von Jon Anderson reduzierte sich aufgrund der Spannungen in der Band zunehmend. Holy Lamb (Song for Harmonic Convergence) ist der einzige Anderson-Song, der für Big Generator eingespielt wurde. Nicht aufgenommen wurden The Arms of Love und Let's Pretend, die beide während der Arbeiten an Big Generator entstanden waren. Let's Pretend war später in einer deutlich gekürzten Version auf dem Album Anderson Bruford Wakeman Howe zu hören.
- Ebenfalls nicht aufgenommen wurde Promenade, ein Mussorgski-Arrangement Rabins. Das Demo zu diesem Stück wurde später auf Trevor Rabins Album 90124 veröffentlicht.

## Singleauskopplungen
1. Love Will Find a Way/Rhythm of Love (1987, USA)
2. Rhythm of Love (Dance to the Rhythm mix, 6:50)/Rhythm of Love (Move to the Rhythm mix, 4:25)/Rhythm of Love (The Rhythm of Dub, 7:45)/City of Love (live) (1987, USA)
3. Rhythm of Love/Rhythm of Love (1987, Japan, Deutschland, Spanien)
4. Rhythm of Love/Rhythm of Love (remix)/Rhythm of Love (remix) (1987)
5. Rhythm of Love/Rhythm of Love (remix)/Rhythm of Love (remix) (1987, USA CD Single)
6. Love Will Find a Way/Rhythm of Love (1988, USA CD Single)

1. Love Will Find a Way/Holy Lamb (1987, USA, U.K., Spanien, Deutschland, 7„Vinyl & 12“ Single)
2. Love Will Find a Way/Love Will Find a Way (edit) (1987, USA)
3. Love Will Find a Way (edit)/Love Will Find a Way (1987)
4. Love Will Find a Way/Love Will Find a Way (edit) (1987, USA, CD-Single)
5. Love Will Find a Way/Rhythm of Love (1987, USA, CD-Single)
6. Love Will Find a Way/Rhythm of Love (1988, USA)

1. Big Generator/Big Generator (1987, USA)

## Musiker
- Jon Anderson – Gesang
- Chris Squire – Bass, Gesang (Background)
- Trevor Rabin – Gitarre, Gesang (Background), Keyboards
- Tony Kaye – Keyboards
- Alan White – Schlagzeug, Perkussion

mit
- Jimmy „Z“ Zavala – Harmonika, Horn
- Trevor Horn – Horn
- Greg Smith – Horn
- Nick Lane – Horn
- Lee Thornburg – Horn
- Greg „Frosty“ Smith – Horn

## Cover
Das Cover wurde erneut von Garry Mouat von Assorted Images gestaltet. Ein vom Fantasy-Künstler Roger Dean entworfenes neues Yes-Logo kam nicht zum Einsatz. Es erscheint zum ersten Mal auf dem Nachfolgealbum Union.

## Rückschau
Entsprechend der erst mit diesem Album eigentlich einsetzenden Umstellung der Band auf fertige Songs, die von einzelnen Bandmitgliedern und nicht von der ganzen Gruppe gemeinsam komponiert wurden, enthält auch Big Generator vergleichsweise einfache Pop-Rock-Songs, die nicht zu den anspruchsvolleren Kompositionen der siebziger Jahre passen. Dennoch sind Unterschiede feststellbar: Auf der einen Seite stehen einfache, meist kürzere Songs wie Love Will Find a Way, Shoot High, Aim Low oder Holy Lamb, auf der anderen aber anspruchsvollere und meist längere Stücke, darunter vor allem I’m Running, das heute in der Fangemeinde wohl am ehesten anerkannt wird. Schwierigkeiten hatten viele Anhänger der Band allerdings mit Neuerungen wie den Latin-Einfärbungen etwa von Almost Like Love und dem Einsatz von Bläsern, der auf eine Idee Trevor Rabins zurückgeht. Zusammenfassend kann man zwar sagen, dass Yes zwar ihren neuen Stil mit Big Generator konsolidiert und gegenüber manchen allzu einfachen Songstrukturen auf 90125 sogar weiterentwickelt hatten, angesichts der zunehmenden Spannungen in der Band, die letztlich zum Ausstieg Jon Andersons führten, und der stark divergierenden Meinungen innerhalb der Fangemeinde ist das Album sowohl für die Band als auch für ihre Anhänger ein zweischneidiges Schwert geblieben.

## Live
Einige Liveaufnahmen von der Big-Generator-Tour sind auf The Word Is Live, The Union Tour Live und Songs from Tsongas zu hören.